# جنگ شوروی در افغانستان
جنگ شوروی و افغانستان درگیری مسلحانه‌ای بود که از دسامبر ۱۹۷۹ تا فوریه ۱۹۸۹ در جمهوری دموکراتیک افغانستان رخ داد. این جنگ آغازگر درگیری ۴۶ ساله افغانستان بود و شامل نبرد شوروی و ارتش افغانستان در برابر مجاهدین افغانستان بود که از سوی پاکستان حمایت می‌شدند. در حالی که مجاهدین از سوی کشورهای مختلف و سازمان‌ها حمایت می‌شدند، بیشتر حمایت آنان از پاکستان، ایالات متحده (در قالب عملیات سایکلون)، بریتانیا، چین، ایران و کشورهای عربی خلیج فارس بود. همچنین، تعداد قابل توجهی از جنگجویان خارجی معروف به عرب‌های افغان وارد این درگیری شدند. دخالت آمریکا و بریتانیا در حمایت از مجاهدین باعث تشدید جنگ سرد شد و دوره‌ای کوتاه از روابط آرام بین شوروی و ایالات متحده را پایان داد. جنگ عمدتاً در روستاهای افغانستان جریان داشت، در حالی که بیشتر شهرهای کشور تحت کنترل شوروی باقی مانده بودند.
در مارس ۱۹۷۹، شورش خشونت‌آمیزی در هرات رخ داد که در طی آن تعدادی از مشاوران نظامی شوروی اعدام شدند. حزب دموکراتیک خلق افغانستان، که به این نتیجه رسیده بود نمی‌تواند این شورش را به تنهایی سرکوب کند، درخواست کمک فوری نظامی از شوروی کرد و در همان سال بیش از ۲۰ درخواست ارسال نمود. آلکسی کاسیگین، نخست‌وزیر شوروی، در تماس با نورمحمد تره‌کی، نخست‌وزیر افغانستان، از اعزام نیرو امتناع کرد و پیشنهاد داد که از کارگران صنعتی محلی برای مقابله با شورش استفاده شود، زیرا بر این باور بود که این کارگران از دولت افغانستان حمایت می‌کنند. این موضوع در شوروی مورد بحث قرار گرفت و نظرات مختلفی مطرح شد؛ برخی می‌خواستند مطمئن شوند افغانستان به عنوان دولت سوسیالیستی باقی می‌ماند، در حالی که دیگران نگران تشدید ناآرامی‌ها بودند. سرانجام، توافقی صورت گرفت که کمک‌های نظامی ارسال شود، اما نیروها اعزام نشوند.
درگیری زمانی آغاز شد که ارتش شوروی، تحت فرماندهی لئونید برژنف، برای حمایت از دولت افغانستان که در عملیات طوفان-۳۳۳ به قدرت رسیده بود، وارد این کشور شد. در محافل بین‌المللی، بحث‌هایی دربارهٔ حضور آن‌ها در افغانستان شکل گرفت؛ جهان اسلام و بلوک غرب این اقدام را تهاجم نامیدند، در حالی که بلوک شرق آن را مداخله قانونی عنوان کرد. با این حال، جامعه جهانی تحریم‌ها و محدودیت‌های زیادی علیه شوروی وضع کرد. نیروهای شوروی شهرهای اصلی افغانستان و مسیرهای ارتباطی مهم را اشغال کردند، اما مجاهدین به صورت گروه‌های کوچک در ۸۰ درصد از کشور که تحت کنترل شوروی نبود، به جنگ چریکی پرداختند. این مناطق عمدتاً زمین‌های ناهموار و کوهستانی روستاها بودند. علاوه بر کاشت میلیون‌ها مین در افغانستان، شوروی از قدرت هوایی خود استفاده کرد تا با مقاومت افغان‌ها و غیرنظامیان مقابله کند. آن‌ها روستاها را ویران کردند تا مجاهدین جای امنی نداشته باشند و با تخریب زیرساخت‌های حیاتی مانند کانال‌های آبیاری، از راهبردهای زمین سوخته استفاده کردند.
دولت شوروی تصمیم داشت به سرعت شهرها و جاده‌های افغانستان را تصرف کند، حکومت حزب دموکراتیک خلق افغانستان را تثبیت کند و طی مدت شش ماه تا یک سال نیروهای نظامی خود را کاملاً خارج نماید. اما با مقاومت شدید چریک‌های افغان و مشکلات ناشی از زمین‌های کوهستانی روبرو شد. تا اواسط دهه ۱۹۸۰، حضور نظامی شوروی به حدود ۱۱۵٬۰۰۰ سرباز رسید و جنگ شدت یافت. این جنگ برای شوروی بسیار پرهزینه بود زیرا منابع نظامی، اقتصادی و سیاسی آن‌ها تحلیل رفت. در سال ۱۹۸۷، میخائیل گورباچف اعلام کرد که شوروی نیروهایش را از افغانستان خارج خواهد کرد. خروج کامل از ۱۵ مه ۱۹۸۸ آغاز شد و در ۱۵ فوریه ۱۹۸۹ آخرین نیروهای شوروی افغانستان را ترک کردند. پس از خروج شوروی، حکومت حزب دموکراتیک خلق به تنهایی به جنگ با مجاهدین ادامه داد، اما بعداً این جنگ به یک جنگ داخلی تبدیل شد. فروپاشی شوروی در سال ۱۹۹۱ باعث قطع حمایت‌ها از جمهوری دموکراتیک و در نهایت سقوط دولت توسط مجاهدین شد که به آغاز جنگ داخلی دیگری در افغانستان انجامید.
این درگیری منجر به کشته شدن یک تا سه میلیون افغان شد، در حالی که میلیون‌ها نفر دیگر به عنوان پناهنده از کشور گریختند؛ بیشتر آوارگان به پاکستان و ایران پناه بردند. تخمین زده می‌شود که بین ۶٫۵ تا ۱۱٫۵ درصد از جمعیت ۱۳٫۵ میلیونی افغانستان (بر اساس سرشماری ۱۹۷۹) در طول جنگ شوروی و افغانستان کشته شده باشند. این نبرد ده ساله که بین مجاهدین و نیروهای شوروی و افغانستان رخ داد، تخریب شدید افغانستان را به دنبال داشت و به گفته برخی پژوهشگران، یکی از عوامل مهم فروپاشی اتحاد جماهیر شوروی در سال ۱۹۹۱ بود. به همین دلیل، این جنگ در تحلیل‌های بعدی گاه به «ویتنام شوروی» معروف شده است. جنگ افغانستان نقطه عطف مهمی در دوران جنگ سرد محسوب می‌گردد و همچنین سهم بزرگی بر پایان جنگ سرد داشت. از دیگر نام‌های مشهور آن «تله خرس» است.

## روابط افغانستان و شوروی
کمک‌های همه‌جانبه اتحاد جماهیر شوروی به افغانستان، به سرعت از سال ۱۲۹۸ ش (۱۹۱۹ م) با استقلال این کشور از انگلستان، در دوران سلطنت امان‌الله شاه آغاز شد. شوروی همچنین اولین کشوری در جهان بود که استقلال آن کشور را به رسمیت شناخت. این پشتیبانی‌ها در زمانی صورت می‌گرفت که هنوز از انقلاب روسیه چندی نگذشته بود و هنگامی که حکومت تازه تأسیس روسیه، خود درگیر جنگ داخلی با طرفداران رژیم سابق تزاری معروف به روس‌های سفید بود. در آن زمان این کشور اقدام به تهیه سلاح‌های سبک، مهمات و تأمین زرادخانه، کارخانه باروت سازی، تعدادی هواپیما و (مطابق اسناد منتشره از منابع شوروی) مبلغ یک میلیون روبل طلا جهت پشتیبانی از مقاومت افغان‌ها در طول جنگ سوم انگلیس و افغانستان نمود، در موردی دیگر به دنبال ممنوعیت ترانزیت کالاهای افغان از خاک هندوستان (پاکستان کنونی)، با ایجاد معاهده‌ای، کالاهای افغانستان بدون پرداخت عوارض از خاک شوروی عبور می‌کرد.
اتحاد شوروی مجدداً در سال ۱۹۴۲ م مبادرت به تقویت نیروهای افغان با تهیه سلاح‌های سبک، هواپیما و تأسیس مراکز آموزشی در تاشکند (پایتخت جمهوری شوروی ازبکستان) نمود. همچنین نظامیان شوروی و افغانستان همکاری‌های دائمی خود را از سال ۱۹۵۶ م آغاز کردند که دلیل اصلی آن می‌تواند تسلیح پاکستان توسط آمریکا و عدم قبول آن کشور به فروش سلاح به افغانستان باشد و در سال ۱۹۷۰ با امضای یک موافقتنامه، اتحاد شوروی اقدام به ارسال مستشاران نظامی‌کرد.
در دسامبر ۱۹۷۸ م (۱۳۵۷ ش) معاهده‌ای پیش از شروع جنگ به امضا رسید که بر اساس آن دولت کمونیست افغانستان جهت پشتیبانی نظامی به اتحاد شوروی مجوز داد. در مجموع افغانستان در اکثریت امور اعم از نظامی، فنی، تجاری و غیره وابستگی کاملی به شوروی داشت.

## شرایط منطقه‌ای و بین‌المللی در زمان اشغال افغانستان
پس از روی کار آمدن جمهوری دموکراتیک افغانستان در ۱۳۵۷ش، رابطه دولت افغانستان با اتحاد شوروی که در اواخر جمهوری گذشته به جهت اختلاف داوود خان و برژنف تنزل یافته بود را در ۱۴ آذر ۱۳۵۷ ش (۵ دسامبر ۱۹۷۸ م) با امضای یک معاهده دوستی دو جانبه از سر گرفته شد.
در ۱۲ تیر ۱۳۵۸ (۳ ژوئیه ۱۹۷۹) ریاست جمهوری ایالات متحده، جیمی کارتر اولین دستورها را مبنی بر کمک به مبارزین (مجاهدین افغان) علیه حکومت تحت پشتیبانی شوروی را به امضا رساند. هدف ایالات متحده از این طرح که بر اساس تز زبیگنیف برژینسکی، مشاور امنیت ملی آمریکا انجام می‌گرفت، کشاندن اتحاد شوروی به «تله افغانستان» بود لیکن حضور نظامی روس‌ها در منطقه دارای سابقه‌ای طولانی در تاریخ است. در جریان رقابت‌های سیاسی_نظامی امپراتوری‌های بریتانیا و روسیه در آسیای میانه که به اصطلاح " بازی بزرگ " مطرح است، در سال ۱۲۶۴ ش (۱۸۸۵ م) منجر به درگیری نظامی با نیروهای افغان در دوران امیر عبدالرحمان خان در منطقه پنجده در شمال افغانستان شد که در نهایت با پیروزی قوای تزاری و تصرف نواحی جنوبی رود آمودریا به پایان رسید.
صرف نظر از رقابت‌های بازی بزرگ، به‌طور حتم از دلایل مداخلات نظامی روسیه در افغانستان و منطقه آسیای میانه پیروی از سیاست دستیابی به آب‌های گرم که منتسب به وصیتنامه پتر کبیر می‌باشد (که در مورد وجود چنین وصیت‌نامه‌ای تردید وجود دارد)، صورت گرفته که همین برنامه نیز توسط اتحاد شوروی مورد پیگیری قرار گرفت لیکن بیشتر با سعی بر اعمال نفوذ و تأثیرگذاری و مداخله در سیاست داخلی افغانستان.
همان‌طور که عنوان شد توجه به منطقه در دوران شوروی نیز دنبال شد که از نمونه‌های آن ارسال میلیون‌ها روبل کمک اقتصادی و نظامی بین سال‌های ۱۳۳۴ ش تا ۱۳۵۷ ش (۱۹۵۵–۱۹۷۸ م) در دوران حکومت ظاهر شاه و داوود خان می‌باشد.
در بهمن ۱۳۵۷ (فوریه ۱۹۷۹) وقوع انقلاب ۱۳۵۷ در کشور همسایه افغانستان، ایران، منجر به برکناری محمدرضا شاه، پادشاه ایران شد و در همان زمان، «آدولف دابز» سفیر ایالات متحده در افغانستان توسط ستیزه‌جویان «حزب ستم ملی» ربوده و در طی حمله‌ای که جهت آزادسازی وی توسط پلیس افغانستان و یاری مشاوران شوروی انجام گرفت به قتل رسید. قتل سفیر آمریکا تأثیر مهمی در تیرگی روابط افغانستان و ایالات متحده داشت.
ایالات متحده در آن زمان ۲۰ کشتی نظامی در خلیج فارس و دریای عرب که شامل دو ناو هواپیمابر نیز می‌شد، مستقر کرد بود که یکی ناوها به‌طور ثابت در خلیج فارس به جهت تهدیدهای جنگی بین آمریکا و ایران مستقر شده بود.
در ۶ فروردین ۱۳۵۸ (۲۶ مارس ۱۹۷۹) پیمان صلحی بین اسرائیل و مصر با پشتیبانی آمریکا منعقد شد، شوروی مشاهده نمود که موافقت‌نامه مذکور امتیاز بزرگی برای آمریکا محسوب می‌شود و می‌دید که این معاهده صرفاً نه یک موافقت‌نامه صلح میان متحد سابقشان مصر و اسرائیل مورد پشتیبانی آمریکا، بلکه یک پیمان نظامی است به‌طوری‌که یکی از روزنامه‌های شوروی بیان کرد که اکنون مصر و اسرائیل «ژاندارم پنتاگون» هستند. در مجموع آمریکا در آن زمان بیش از ۵٬۰۰۰ موشک به عربستان سعودی فروخته و همچنین منبع پشتیبانی شورشیان سلطنت طلب یمن شمالی در جنگ داخلی آن کشور ضد دولت ناصریست شده بود.
همچنین اتحاد شوروی در گذشته روابط مستحکمی با عراق داشت که اکنون رو به ضعف نهاده بود. در ژوئن ۱۹۷۸ (خرداد و تیر ۱۳۵۷) عراق جهت معامله تسلیحاتی با غرب وارد مذاکره شد و سلاح‌هایی نیز از فرانسه و ایتالیا خریداری کرد، با این وجود هنوز هم بخش اعظم معاملات تسلیحاتی عراق با شوروی، اعضای پیمان ورشو و جمهوری خلق چین صورت می‌گرفت.
در کل، وضعیت موجود به خصوص در منطقه خاورمیانه به شدت متشنج و بحران آفرین بود.

## اقدامات نظامی شوروی پیش از اشغال افغانستان
دولت افغانستان معاهده‌ای محرمانه در دسامبر ۱۹۷۸ (آذر ۱۳۵۷) به امضا رسانده بود که به موجب آن می‌توانست از قوای شوروی تقاضای کمک نظامی داشته باشد.
تقاضاهای مکرر افغان‌ها در بهار و تابستان ۱۳۵۸ (۱۹۷۹) صورت پذیرفت. در خواست‌های اصلی مبنی بر کمک به تأمین امنیت و یاری‌رسانی در مبارزه با شورشیان مجاهدین افغان بود. دولت افغانستان در ۲۵ فروردین ۱۳۵۸ (۱۴ آوریل ۱۹۷۹) تقاضای اعزام ۱۵ تا ۲۰ هلیکوپتر همراه با پرسنل مربوط به آن را نمود که دولت شوروی نسبت به درخواست افغان‌ها در ۲۶ خرداد ۱۳۵۸ (۱۶ ژوئن) همان سال با اعزام دسته‌های تانک، خودروهای زرهی و نیرو جهت حفاظت از دولت و همچنین فرودگاه‌های نظامی بگرام و شیندند واکنش نشان داد، همچنین یک گردان هوابرد بدون تجهیزات با هواپیما در ۱۶ تیر (۷ ژوئیه) به فرماندهی سرهنگ آ. لماکین به صورت پنهانی و در پوشش کارشناسان فنی در فرودگاه بگرام به زمین نشستند البته این نفرات مستقیماً تحت امر مافوق نظامی خود بودند و دخالتی در اوضاع سیاسی جاری نداشتند و در حقیقت نقش محافظان شخصی رئیس‌جمهور ترکی را بر عهده داشتند.
در آن زمان چندین سیاستمدار برجسته حزب کمونیست شوروی از جمله الکسی کاسیگین و آندره گرومیکو مخالف مداخله نظامی در افغانستان بودند.
بعد از یک ماه مقامات افغان خواستار اعزام هنگ و یگان‌های بزرگتر را خواستار بودند.
در تیر ماه دولت تقاضای اعزام دو واحد موتوریزه را نمود و در روزهای بعد اعزام سریع یک واحد هوایی را خواستار شدند. تکرار درخواست‌های بیشتر و تقاضاهای گوناگون تا دی ۵۸ (دسامبر ۱۹۷۹)، سه ماه پس از روی کار آمدن امین ادامه داشت. البته دولت شوروی عجله چندانی در اجابت خواسته افغان‌ها نشان نمی‌داد که چه بسا به دلیل عدم تمایل اولیه مقامات شوروی به مداخله نظامی‌بود.
شورشیان ضد کمونیست بیشتر از طرف ایالات متحده مورد پشتیبانی بودند. مدیر پیشین سیا و وزیر دفاع اسبق آمریکا «رابرت گیتس» در خاطراتش عنوان نمود که در پوشش سرویس اطلاعاتی آمریکا از شش ماه قبل از اقدامات نظامی شوروی در افغانستان، تهیه کمک‌های مالی به گروه‌های مجاهدین آغاز شده بود. رئیس‌جمهور جیمی کارتر با امضای یک سری دستورهای اجرایی در ۱۲ تیر ۱۳۵۸ (۳ ژوئیه ۱۹۷۹) به سیا جواز انجام عملیات تبلیغاتی ضد رژیم کمونیستی افغانستان را داده بود.
در سال ۱۹۹۸ برژینسکی در مصاحبه‌ای با نشریه فرانسوی «لو نوول آبزرواتور» عنوان نمود: ما روس‌ها را مجبور به مداخله نکردیم، ولی تعمداً احتمال مداخله آنان را افزایش دادیم… که در این مورد انجام عملیات مخفیانه عالی‌ترین راه کار بود. این کار تأثیر بسزایی بر نقشه‌های شوروی در تله افغانستان داشت… روزی که شوروی رسماً تهاجم به افغانستان را آغاز کرد من به رئیس‌جمهور کارتر نوشتم که: «هم اکنون زمان آن است که یک جنگ ویتنام را به شوروی تقدیم کنیم.» البته برژینسکی تأکید دارد که تا هفته بعد از تهاجم به افغانستان هیچ نیرویی به پشتیبانی از شورشیان افغان فرستاده نشد.
او بیان می‌دارد که اعمال بعدی به آسانی قابل اثبات هستند، وی عنوان می‌دارد "عملکردها روشن هستند!"
دو سند غیر محرمانه پیش از تهاجم شوروی توسط کارتر به امضا رسید که در آن‌ها از اختصاص پشتیبانی‌های مالی یا غیرنظامی به صورت مستقیم یا توسط کشور ثالث به شورشیان افغان تأکید شده بود و انتشار "جهانی" "غیرقابل انتساب به تبلیغات" جهت آشکار نمودن چهره دولت چپگرا افغانستان" که مستبد و مطیع و چاپلوس اتحاد شوروی " بود و مطلع نمودن جهانیان از "تلاش شورشیان افغانستان در بازپس‌گیری اقتدار کشورشان". با این حال عملکردهای آن زمان نشان می‌دهد که تهیه نیرو برای شورشیان تا سال‌های ۱۳۵۸–۵۹ (۱۹۸۰) به وقوع نپیوست.
با امضای حکمی از طرف ریاست جمهوری در ۱۲ تیر ۱۳۵۸، کارتر مجوز اختصاص بوجه جهت پشتیبانی از مجاهدین مخالف دولت را که قسمتی از برنامه آژانس مرکزی اطلاعات (سیا) تحت عنوان «عملیات گردباد» می‌شد را صادر کرد.
بر اساس اطلاعات کاگ‌ب، رهبر شوروی احساس می‌نمود که امین خود در بی‌ثباتی اوضاع در افغانستان نقش دارد. به دنبال کودتای امین و به طبع آن قتل ترکی، مقر کاگ‌ب در کابل هشدار داد که وی به دنبال راه‌اندازی «سرکوب‌های خشن و در نتیجه آن پاکسازی جناح مخالف» است.
شوروی اقدام به تأسیس کمیسیونی ویژه دربارهٔ افغانستان با شرکت ریاست کاگ‌ب یوری آندروپف، عضو کمیته مرکزی حزب کمونیست بوریس پونومارف و وزیر دفاع دیمیتری اوستینف نمود.
پس از اردیبهشت ۵۸ (آوریل ۱۹۷۸)، کاگ‌ب اطلاع داد که امین دست به تصفیه مخالفان از جمله طرفداران شوروی زده است. وفاداری وی به مسکو زیر سؤال رفته بود و در از سرگیری ارتباط دیپلماتیک با پاکستان و به احتمال جمهوری خلق چین مورد تردید واقع شده بود. به ویژه در ملاقات‌های محرمانه‌اش با جی. بروس آمستوتس کاردار سفارت آمریکا در کابل، زمانی که هنوز هیچ توافقی بین امین و ایالات متحده حاصل نشده بود، باعث گسترش شک و تردید در کرملین شد.
اطلاعات کسب شده توسط مأموران کاگ‌ب در کابل آخرین دلایل را جهت حذف امین فراهم کرد. احتمال داده می‌شد که دو محافظ شخصی اش عوامل قتل رئیس‌جمهور سابق نور محمد ترکی بوده باشند و این تردید نیز وجود داشت که وی خود عامل سیا باشد. مسئله آخری، در هر حالت، هنوز هم مورد تردید است زیرا امین به صورت رسمی مکرراً وفاداری خود را به اتحاد شوروی نشان داده بود. ژنرال شوروی واسیلی زاپلاتین، مشاور سیاسی، در آن زمان ادعا نمود که چهار وزیر رئیس‌جمهور ترکی (که به احتمال قوی امین نیز جز آنان بود) مقصر ایجاد بی‌ثباتی در کشور بودند. لیکن به هر ترتیب وی در تأیید این موضوع ناکام بود.
به هر صورت در دهه ۵۰ شمسی (۷۰ میلادی)، اتحاد شوروی به راس بالاترین میزان تحکم در مقایسه با ایالات متحده دست یافته بود، چنانچه معاهده سالت ۱ جهت ایجاد همکاری‌های دو جانبه در مورد کاهش سلاحهای اتمی و فناوری‌های میان دو کشور به امضا رسیده بود. در دومین مرحله گفتگوها بین رهبر شوروی برژنف و ریاست جمهوری آمریکا کارتر بازدهی معاهده سابق با انعقاد معاهده سالت ۲ در خرداد ۱۳۵۸ (می ۱۹۷۹) پیگیری شد (سنای ایالات متحده این معاهده را به تصویب نرساند و عملاً به اجرا در نیامد که ظاهراً در اعتراض به حمله شوروی به افغانستان بود). این روال سرانجام نتیجه خود را نمایان ساخت و راه را برای نفوذ و در نهایت تهاجم نظامی به افغانستان جهت حفظ و تحکیم رژیم افغانستان و مداخله نظامی در آن کشور انجامید.

## ورود به افغانستان
در تاریخ ۶ جدی (دی‌ماه) ۱۳۵۸، با ورود لشکر ۴۰ام ارتش سرخ به افغانستان، جنگ شوروی در افغانستان رسماً آغاز شد.
با وخیم شدن اوضاع امنیتی، در ۴ دی (۲۵ دسامبر) تعداد زیادی از نیروهای هوابرد شوروی در کابل فرود آمدند. هم‌زمان امین به دفتر ریاست جمهوری در کاخ تاج بیگ نقل مکان کرد، زیرا گمان می‌نمود این مکان امنیت وی را از تهدیدات تأمین می‌نماید. بنا به اظهارات سرهنگ توخارینف و مریمسکی، امین از تحرکات ارتش اطلاع کامل داشت، همچنین درخواست اعزام ارتش شوروی را به شمال افغانستان در ۲۶ آذر (۱۷ دسامبر) مطرح کرده بود.
برادر وی و ژنرال دیمیتری چیانگف طی ملاقاتی با فرماندهی سپاه چهلم پیش از آغاز تهاجم، اقدام به تعیین مسیرها و مکان‌های استقرار دسته‌های ارتش نموده بودند.
در ۶ دی (۲۷ دسامبر)، ۷۰۰ نفر از نفرات شوروی در یونیفرم افغانی، شامل نیروهای ویژه کاگ‌ب و گ ار یو از گروه‌های آلفا و زینت، مراکز مهم دولتی، نظامی و ساختمان رادیو و تلویزیون در کابل به همراه هدف اصلیشان کاخ ریاست جمهوری تاج بیگ را تصرف کردند.
در ساعت ۱۹:۰۰ عملیات نابودی مراکز ارتباطی کابل و فلج نمودن فرماندهی ارتش افغانستان توسط گروه زینت به فرماندهی کاگ‌ب آغاز شد. در ساعت ۱۹:۱۵، حمله به کاخ تاج بیگ آغاز شد و به صورتی که در برنامه حمله پیش‌بینی شده بود، رئیس‌جمهور حفیظ الله امین کشته شد. هم‌زمان نیز سایر اهداف تحت تصرف درآمدند، از جمله وزارت کشور که در ساعت ۱۹:۱۵ اشغال شد. عملیات تا صبح فردا، ۷ دی (۲۸ دسامبر) به پایان رسید.
فرماندهی ارتش شوروی در ترمذ، واقع در مرز ازبکستان با افغانستان، از طریق رادیو کابل اعلام کرد که افغانستان از سیطره حکومت امین رها شده است. بنا بر اظهارات پولیت برو (کمیته اجرایی حزب کمونیست) اتحاد شوروی به تبع معاهده دوستی، همکاری و حسن همجواری اقدام به گسیل نیرو به افغانستان نموده است و حفیظ الله امین توسط دادرسی که توسط شورای مرکزی انقلابی افغانستان صورت پذیرفت، اعدام شده است.
شورای انقلابی در آن موقع ببرک کارمل معاون سابق نخست‌وزیر و رهبر جناح پرچم را که به دنبال تصاحب قدرت توسط جناح خلق، به سمت کم‌اهمیت سفارت چکسلواکی تنزل مقام یافته و سپس عزل شده بود را به عنوان رهبری دولت جدید انتخاب نمودند که در حقیقت دست نشانده مستقیم شوروی بود. وی نیز بر حضور نظامی شوروی تأکید داشت.
نیروی زمینی شوروی در تاریخ ۶ دی (۲۷ دسامبر)، تحت فرماندهی مارشال سرگی سوکولف از جانب شمال وارد افغانستان شد. در صبح، گارد ۱۰۳ هوابرد «ویتبسک» در فرودگاه بگرام به زمین نشست و سایر دسته‌های شوروی نیز در حال پیشروی بودند. نیروهایی که وارد افغانستان شده بودند، در جمع شامل لشکر ۱۰۳ هوابرد، تحت فرماندهی سپاه چهلم و متشکل از گارد ۱۰۸ و ۵ لشکر موتوریزه، بخش ۸۶۰ هنگ موتوریزه، بخش ۵۶ تیپ هوابرد تهاجمی، جوخه هوایی مختلط ۳۶. سپس ۲۰۱ ستون و لشکر ۵۸ موتوریزه همراه با سایر یگان‌های کوچکتر وارد کشور شدند.
در مجموع، میزان اولیه نیروهای شوروی حدود ۸۰٬۰۰۰ سرباز، ۱٬۸۰۰ تانک و ۲٬۰۰۰ زره پوش جنگنده بود. در دومین هفته از تهاجم، هواپیماهای جنگنده شوروی بالغ بر ۴٬۰۰۰ درگیری در کابل داشتند.
با رسیدن دو لشکر بعدی، جمعاً تعداد نیروها بیشتر از ۱۰۰٬۰۰۰ پرسنل بود.
در تاریخ ۶ دی (جدی) ۱۳۵۸ خورشیدی، لشکر ۴۰ زرهی ارتش سرخ به افغانستان حمله کرد. مراحل ابتدایی اشغال کشور شامل اولین درگیری‌ها با گروه‌های متعدد مبارز بود.
دسته‌های نظامی شوروی شکل هوایی و زمینی وارد کشور شده و به سرعت کنترل مراکز مهم شهری اعم از پایگاه‌های نظامی و تأسیسات راهبردی را در اختیار گرفتند. با این حال حضور نیروهای شوروی تأثیری بر آرامش کشور نگذاشت. در داخل تشدید احساسات ملی گرایانه باعث تشدید ناآرامی‌ها می‌شد.
ببرک کارمل ریاست جمهوری جدید افغانستان به علت افزایش ناآرامی و درگیری‌ها و به دلیل عدم اعتماد نسبت به ارتش افغانستان که ناکارآمدی خود را در مبارزه با اغتشاشات ثابت کرده بود، از سپاه چهلم تقاضا داشت که خود پا به میدان گذاشته و شورش‌ها را سرکوب نماید.
به این ترتیب قوای شوروی خود راساً اقدام به مبارزه علیه فعالین شهری، نیروهای قبیله‌ای (که در اصطلاح محلی لشکر نامیده می‌شدند) و برخی مواقع نیز متمردین در ارتش افغانستان نمود. آن‌ها ناچار بودند که دائماً در حال نزاع بوده و عملیات هوایی و توپخانه به کارهای کوچکشان بدل گشته بود.

## اسفند ۱۳۵۸ تا اردیبهشت ۱۳۶۴ (مارس ۱۹۸۰_آوریل ۱۹۸۵): درگیری‌های شوروی

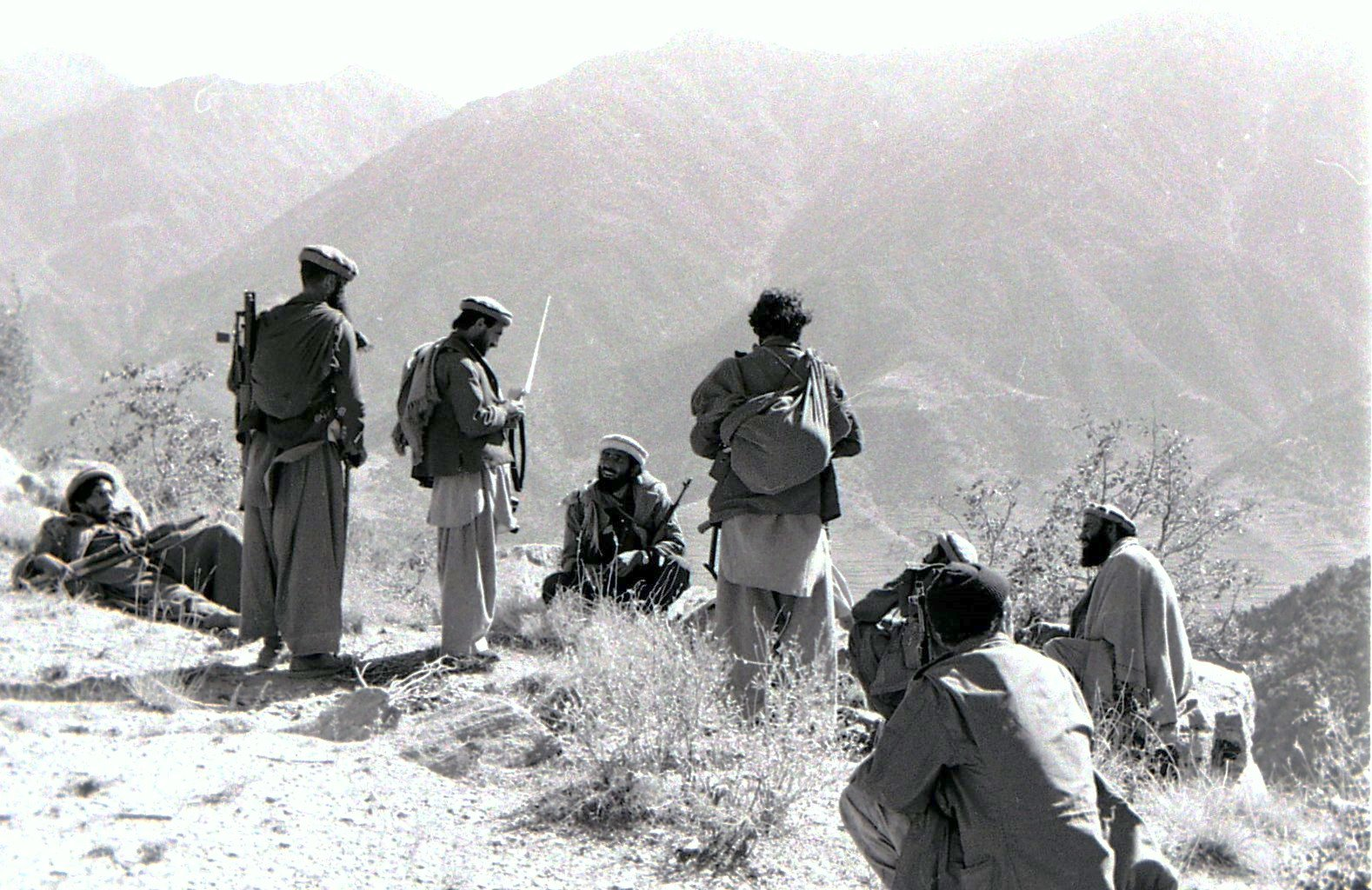
مجاهدین افغان در ولایت کنر

تا این زمان جنگ به شکل دیگری گسترده شده بود. ارتش شوروی شهرها و محورهای اصلی مواصلاتی را تحت تصرف خود درآورده بود، در حالی که گروه‌های مجاهدین در قالب جنگ‌های چریکی به دسته جات کوچکتر تقسیم شده بودند.
تقریباً ۸۰ درصد کشور از کنترل دولت خارج شده بود. دسته‌های نظامی در مناطق استراتژیک در شمال و شمال شرق به خصوص در امتداد جاده منتهی به کابل مستقر شده بودند. در غرب، شوروی با قدرت سعی بر جلوگیری از نفوذ از ایران داشت و نیروهای ویژه آنان عملیات مخفیانه‌ای در خاک ایران در پایگاه‌های مشکوک به حضور مجاهدین انجام می‌دادند. برخی مناطق نورستان در شمال شرق و مناطق هزاره جات در ارتفاعات مرکزی افغانستان، تقریباً با توسل به درگیری و زد و خورد غیرقابل نفوذ بودند و می‌توان گفت که روال مستقلی در آنجا جریان داشت.
ارتش مذکور هر از چند گاهی، حملاتی را همراه با چند لشکر در مناطق تحت کنترل مجاهدین به اجرا درمی‌آورد. بین سال‌های ۱۳۵۸ و ۶۴ (۱۹۸۰ و ۱۹۸۵) نه عملیات در دره استراتژیک درهٔ پنجشیر صورت پذیرفت لیکن تأثیری بر کنترل دولت در این منطقه نداشت. همچنین عملیات سنگینی در ولایات همسایه پاکستان که شهرها و پاسگاه‌های مرزی دولتی تحت تسلط مجاهدین قرار داشت، رخ داد. حملات سنگین شوروی باعث شکستن محاصره‌ها می‌شد اما مجاهدین مرتباً جهت پاکسازی و باز پس‌گیری سرازیر می‌شدند. در غرب و جنوب، درگیری‌های بیشتری وجود داشت به جز در شهرهای هرات و قندهار که همیشه تا اندازه‌ای با مقاومت تحت کنترل بودند.
شوروی از قبل خود را برای نقش فعال در مبارزه با شورشیان آماده نکرده بود و تصور نمی‌کرد که درگیر یک جنگ طولانی مدت شود و عموماً سعی بر پایین نگه داشتن حضورشان داشت به این جهت بیشتر ارتش افغانستان را پشتیبانی می‌کردند.
به هر صورت حضور شوروی در کشور اثر معکوس به دنبال داشت و به عوض تأمین آرامش، باعث گسترش فعالیت، قدرت‌گیری و شمار مجاهدین شد. گمان شوروی بر این بود که نیروهایشان بیشتر به قدرت و استحکام ارتش افغانستان و تأمین امنیت شهرهای بزرگ و خطوط ارتباطی و ترابری کمک خواهند نمود.
در ارتش افغانستان در صورت وسیعی موضوع فرار از خدمت و گریز از درگیری‌ها وجود داشت به خصوص که در نبردها، نیروهای شوروی آنان را به شکل پیاده‌نظام مورد استفاده قرار داده و خود در خودروهای زرهی و توپخانه‌ها مستقر می‌شدند. وجود این دیدگاه که سربازان افغان را سطح پایین و بی‌فایده تلقی می‌کرد، موجب تضعیف روحیه آنان می‌شد زیرا بسیاری از نیروهای افغان نه به جهت طرفداری و گرایش به دولت و مرام آن، بلکه صرفاً برای حقوق‌های ماهیانه ارتش گرد آمده بودند.
شوروی جهت سرکوب شورش‌ها اقدام به تهیه سه استراتژی نمود. اولین آن ارعاب و کشتار جمعی به هدف آشفته نمودن مناطق با استفاده از بمباران‌های هوایی که کارآمد تر از عملیات زمینی بود که منجر به نابودی دهکده‌ها، احشام و محصولات زراعی می‌شد که هدف آن از بین بردن روستاهای نزدیک به مقرهای چریک‌های مجاهد یا مشکوک به حضور یا یاری‌رسانی به آنان بود که مبادرت به یورش به دسته‌های شوروی و کاروان‌های نظامی می‌نمودند. مردمان محلی نیز ناچار به انتخاب فرار از خانه و محل زندگیشان یا مرگ در زیر بمباران بمباران روزانه بودند که زندگی در آن مناطق را غیرممکن ساخته بود. با توجه به گریز اجباری مردم از محل سکونتشان، شوروی امید به محرومیت گروه‌های مقاومت از پشتیبانی و سلب امنیت پناهگاه‌هایشان داشت. استراتژی بعدی اقدام به تخریب درونی بود که این موضوع مستلزم نفوذ جاسوسان به درون گروه‌های مقاومت و کسب اطلاعات و پرداخت رشوه به قبایل و سران محلی جهت دست کشیدن از انجام تحرکات نظامی‌بود و در نهایت امر شوروی با توسل بر تهاجمات نظامی در داخل قلمروی چریک‌های مقاومت سعی بر ریشه کنی و تحدید حوزه نفوذ آنان داشت. تجسس‌های کلاسیک و انهدام به وسیله هلیکوپترهای میل ۲۴ که اقدام به پوشش نیروهای زمینی و خودروهای زرهی می‌نمودند، انجام می‌پذیرفت.
مکمل این استراتژی‌ها در سرکوب قیام، استفاده از نیروی خاد (خدمات امنیت دولتی_سرویس امنیتی افغانستان) برای جمع‌آوری اطلاعات، نفوذ در گروه‌های مجاهدین، پخش اخبار و اطلاعات کاذب، رشوه به نیروهای مسلح قبایلی و سازماندهی یک نیروی نظامی وابسته به دولت بود. هرچند که ارزیابی عملکرد موفقیت خاد در نفوذ به گروه‌های مجاهدین دشوار است، لیکن این اتفاق نظر وجود دارد که نفوذ این دستگاه به بسیاری از پایگاه‌های گروه‌های مقاومت در افغانستان، پاکستان و ایران با موفقیت همراه بوده است. خاد تصور می‌نمود که موفقیت ویژه‌ای در روشن نگاه داشتن آتش اختلافات سیاسی میان گروه‌های مقاومت دارد اما نتایج بی فایده‌ای بعضاً بروز می‌نمود. خاد بارها اقدام به ایجاد موافقتنامه‌های بی‌طرفی جهت جلوگیری از جهت‌گیری‌های سیاسی در قبایل مختلف نمود که البته مواردی از موفقیت در حفظ وفاداری برخی از آنان به چشم می‌خورد اما بسیاری از این موارد بی‌ثبات و زودگذر بودند. سرندوی، نیروی نظامی ژاندارم تحت کنترل خاد، نتیجه درهمی در جنگ می‌داد. حقوق مکفی و اسلحه مناسب باعث جذب تعداد زیادی نیروی تازه‌نفس می‌شد، هرچند که امکان داشت که لزوماً این افراد طرفدار نظام کمونیستی نباشند. در طرف دیگر ماجرا مسئله‌ای که به چشم می‌خورد این بود که بسیاری از نیروهای جذب شده در حقیقت ار اعضای گروهای مجاهد بودند که جهت تحصیل پول و سلاح و دسترسی به مهمات و در عین حال جمع‌آوری در مورد عملیات آتی به عضویت سرندوی درآمده بودند.
در سال ۱۳۶۴ (۱۹۸۵) حدود نفرات ذخیره شوروی به ۱۰۸٬۸۰۰ تن افزایش و درگیری‌ها در سراسر کشور گسترده شده بود که بدین ترتیب این سال را به خونین‌ترین سال جنگ بدل کرد. به هر ترتیب، علی‌رغم دشواری‌های جنگ، مجاهدین توانایی استقامت در میدان‌های نبرد و مقاومت در برابر شوروی را از خود نشان می‌دادند.

## ۱۳۵۸ (۱۹۸۰): قیام برضد حضور شوروی و دولت افغانستان
در سال‌های پایانی دهه ۵۰ در دهه ۶۰ خورشیدی (دهه ۱۹۸۰)، جنبش مقاومت افغان با پشتیبانی ایالات متحده آمریکا، پاکستان، ایران، عربستان سعودی، بریتانیا، مصر، جمهوری خلق چین و سایر کشورها با تحریک احساسات بین‌المللی جهت مقاومت در برابر ارتش مجهز و پر هزینه شوروی دریافت مساعدت داشت.
آمریکا می‌دید که در حقیقت جنگ افغانستان به یک نبرد تمام عیار جنگ سرد بدل گشته و بدین ترتیب پیروی برنامه گردباد، سیا اقدام به یاری‌رسانی به نیروهای درگیر به واسطه سرویس اطلاعاتی پاکستان می‌نمود.
پدیده‌ای مشابه فعالیت مبارزین افغان در کشورهای اسلامی_عربی، ظهور مبارزانی بود که به خاطر پول یا مسائل اعتقادی برای جهاد با نیروهای کمونیست راهی افغانستان می‌شدند. برجسته‌ترین شخصیت در این میان جوانی سعودی به نام اسامه بن لادن بود که گروه عرب وی سرانجام با نام القاعده دارای شهرت بین‌المللی شد. جنگ باعث به وجود آمدن رهبران مطرحی شده بود.
جنبش مقاومت افغان در هرج و مرج زاده، گسترده و بر آن اساس پیروز شد و بدین ترتیب شیوه مشخصی را نیز برای حکومت کردن نیافت.
گفته می‌شود که تمامی منازعات با پشتیبانی و دستمزدهای جنگ سالاران محلی صورت می‌پذیرفت. چنان‌که درگیری‌ها گسترده‌تر می‌شد، پشتیبانی‌های خارجی و پیوستگی بیشتر سایر مناطق نیز افزایش می‌یافت. پس همواره، رشد و فعالیت سازمان مجاهدین و گسترش فعالیتشان به ازدیاد پایگاه‌ها می‌انجامید.
بر اساس تخمین‌های اولیو روی محقق افغانستان‌شناس، با گذشت پنج سال از آغاز جنگ ۴٬۰۰۰ پایگاه وابسته به مجاهدین شکل گرفته و مشغول به فعالیت بودند که بیشترشان به یکدیگر مرتبط و با هفت حزب عمده مستقر در پاکستان که در عمل منبع تأمین و نظارت و رهبری ایشان بود، در ارتباط بودند. فرماندهان عمده حدود بیش از ۳۰۰ نفر و چندین پایگاه و حداقل یک ناحیه یا یک واحد را تحت کنترل داشتند. در راس سازمان بزرگان روحانی دارای نقش و جایگاه ویژه و فعالی بودند. عملیات‌های متعدد و گسترده‌ای در حوزه فعالیت احمد شاه مسعود، مشهورترین فرمانده مجاهدین در دره درهٔ پنجشیر در شمال کابل صورت می‌پذیرفت. وی حداقل حدود ۱۰٬۰۰۰ دسته مسلح را تا پایان جنگ آموزش داده و کنترل وسیعی بر مناطق تاجیک‌نشین شمال شرق افغانستان تحت هیئت سرپرست شمال داشت.
وی همچنین به توصیف و شرح تقسیم‌بندی‌های منطقه، قومی و فرقه‌ای گوناگون در سازمان مجاهدین می‌پردازد. در شرق، جنوب و جنوب شرق در مناطق پشتون با ساختار قبیله‌ای و بخش‌های فرعی متعدد و رقیب به تهیه اساس سازمان‌های متعدد نظامی و رهبری می‌پرداختند. تحرکات و بسیج نیروی مبارزات عموماً از روی میل سنتی به مبارزه وفادارانه به لشکرهای قبیله‌ای (نیروهای مسلح قبایل) صورت می‌گرفت. با در نظر گرفتن این موضوع در صورت مساعدت شرایط تشکیلات می‌توانست به سرعت به جمعیتی بیش از ۱۰٬۰۰۰ نفر برسد، در حدی که توان درگیری‌های وسیع با ارتش شوروی در ولایات شرقی یا ایجاد محاصره بزرگی مانند محاصره شهر خوست در ولایت پکتیا در طی یازده سال اشغال این کشور.
اما در عملیات بعدی که با ازدیاد نیروی‌های محلی همراه بود، عموماً پس از حصول نتیجه ناکار آمدی و عدم مهارت این نیروها با انجام عملیات پدافندی توسط سلاح‌های مدرن شوروی نمایان می‌شد اما استقامت لشکرهای محلی باعث چند رسوایی کوچک برای قوای شوروی شده بود و در چندین محاصره به‌طور متوالی قرار گرفته بودند.
تجهیز مجاهدین در مقابل مناطق غیر پشتون مشکل بسیار متفاوتی را به وجود آورد. پیش از تهاجم شوروی معدودی از مناطق غیر پشتون دارای سلاح گرم بودند. به زودی با آغاز جنگ آنان دارای بیشترین آمادگی نسبت به گروه‌های ارتشی یا ژاندارمری که دارای ضعف بوده یا در کمین شان نشسته بودند، شدند. فروش بین‌المللی سلاح و پشتیبانی ارتش‌های خارجی گروه‌های محلی را متمایل به دستیابی به مناطق اخیر می‌نمود.
مجاهدین از عملیات خرابکارانه نیز بهره می‌گرفتند. در بیشتر موارد عملیاتی از این قبیل اهدافی چون اخلال و انفجار در خطوط انتقال برق و لوله‌های حامل مواد، ایستگاه‌های رادیویی، ادارات دولتی، فرودگاه‌ها، هتلها، سینماها و مواردی از این دست را دنبال می‌نمود. در سال‌های ۱۳۶۳ الی ۱۳۶۶ (۱۹۸۵ الی ۸۷) به‌طور میانگین در هر سال بیش از ۶۰۰ عملیات خرابکارانه بروز می‌کرد. در مناطق هم‌مرز با پاکستان، در هر روز به‌طور متوسط ۸۰۰ راکت از جانب مجاهدین پرتاب می‌شد. در حد فاصل میان فروردین ۱۳۶۴ و اسفند ۱۳۶۵ (آوریل ۱۹۸۵ و ژانویه ۱۹۸۷)، بیش از ۲۳٬۵۰۰ خمپاره و مواردی از این قبیل به اهداف دولتی اثابت کرد. مجاهدین در محدوده و مجاورت روستاها مبادرت به انجام عملیات راکتی و موشکی می‌کردند و در عمل در حوزه توپخانه‌های شوروی قرار می‌گرفتند که این موضوع باعث در معرض خطر قرار گرفتن روستاییان می‌شد. مجاهدین همچنین اقدام به کاشت مین در سطح وسیع می‌نمودند و دائماً در حال سربازگیری از میان ساکنین محلی حتی کودکان بودند.
حملات مجاهدین بر روی اهداف نظامی و غیرنظامی از جمله تخریب پل‌ها، مسدود نمودن جاده‌های اصلی، حمله به کاروان‌های عبوری، قطع سیستم‌های انتقال الکتریکی و محصولات صنعتی و حمله به مقرهای پلیس و ارتش افغانستان و شوروی و پایگاه‌های هوایی تمرکز یافته بود. آنان همچنین دست به ترور صاحب منصبان دولتی و اعضای حزب دموکراتیک و تصرف پستهای مرزی و دورافتاده می‌زدند. در مارس ۱۹۸۲ (اسفند ۱۳۶۰ یا فروردین ۱۳۶۱)انفجار بمبی در وزارت آموزش باعث آسیب به چند ساختمان شد. در همان ماه انفجار یک دکل انتقال برق از ایستگاه برق ناقلو باعث خاموشی گسترده در کابل شد. در ژوئن ۱۹۸۲ (خرداد یا تیر ۱۳۶۱) یک گروه متشکل از ۱٬۰۰۰ تن از اعضای جوان حزب کمونیست که برای کار در دره پنجشیر اعزام شده بودند در ۳۰ کیلومتری کابل در کمین قرار گرفته و دچار تلفات سنگین شدند. در ۱۳ شهریور ۱۳۶۴ (۴ سپتامبر ۱۹۸۵)، تعدادی از اعضای گروه‌های شورشی اقدام به ربایش یکی از هواپیماهای داخلی خطوط هوایی باختر پس از برخاستن از فرودگاه قندهار نموده و کلیه ۵۲ سرنشین آن را به قتل رساندند.
گروه‌های مجاهد برای ترور، به‌طور متوسط سه الی پنج نفر را در اختیار داشتند. این افراد پس از ابلاغ مأموریتشان جهت ترور صاحب منصبان دولتی، به بازی در نقششان در زندگی روزمره مشغول و به بررسی جزئیات انجام کار پرداخته و در نهایت بهترین روش را برای انجام عملیات انتخاب می‌کردند. جهت انجام عملیات از روش‌هایی از جمله تیراندازی به داخل اتومبیل، شلیک از داخل اتومبیل، تله انفجاری در مکان‌های دولتی یا منازل، استفاده از سموم یا کارگذاری ابزارهای منفجره و محترقه در اتومبیل، استفاده می‌شد.
در سال ۱۳۶۴ (می ۱۹۸۵)، هفت حزب اصلی مبارز در پاکستان، به سبب ایجاد هماهنگی در انجام عملیات نظامی ضد شوروی و دولت افغانستان، اقدام به اتحادی در قالب هفت حزب مجاهدین نمودند. تا آخر سال ۱۹۸۵ (دی ۱۳۶۴)، گروهای فعال در داخل و اطراف کابل مبادرت به پرتاب راکت و هدایت عملیات ضد مواضع مورد نظر می‌نمودند.
در اواسط سال ۱۳۶۶ (۱۹۸۷)، اتحاد شوروی اعلام کرد که قصد آغاز خروج از افغانستان را دارد. صبغت الله مجددی از جانب گروه‌های مجاهد در جهت کوشش برای دفاع از حقانیتشان و مشروعیتشان در مقابل رژیم دست نشانده مسکو، به عنوان ریاست دولت موقت اسلامی افغانستان منصوب شد. مجددی به عنوان رئیس دولت موقت افغانستان طی ملاقاتی با معاون رئیس‌جمهور آمریکا، جرج هربرت واکر بوش (بوش پدر)، به پیروزی مهمی برای جنبش مقاومت افغان نایل شد. به عقیده آنان شکست و کنار رفتن رژیم کابل، راحل حل نهایی ایجاد صلح بود. این اعتقاد همراه با شدت یافتن بدگمانی مجاهدین نسبت به سازمان ملل، عملاً تضمینی بر خودداری ایشان از پذیرفتن هر گونه سازش سیاسی شد.

## واکنش‌های خارجی و کمک به مجاهدین
مجاهدین از پشتیبانی‌های نظامی خارجی وسیع آمریکا، عربستان، پاکستان و سایر کشورهای اسلامی بهره‌مند می‌شد. در سال ۱۳۵۷ (۱۹۷۸) آمریکا شروع به آموزش مبارزین و هدایت تبلیغاتی از پاکستان نمود. سپس از (آغاز سال ۱۹۷۹) دی ماه ۱۳۵۷، مأموران سرویس اطلاعاتی ایالات متحده شروع به مذاکره با رهبران مبارز جهت مشخص شدن نیازهایشان کردند.
یک ماه پس از آغاز تهاجم شوروی، مشاور امنیت ملی آمریکا، زیبگنیو برژینسکی شخصاً به پاکستان رفته و در ناحیه‌ای مجاور مرز افغانستان نزدیک گذرگاه خیبر خطاب به مجاهدان محلی گفت: «ما از اعتقاد عمیق شما به خدا را آگاهیم و اطمینان داریم نبردتان همراه با موفقیت خواهد بود. آن سرزمین متعلق به شماست و روزی به آن باز خواهید گشت زیرا مبارزه‌تان به پیروزی منجر می‌شود و بار دیگر خانه‌ها و مساجدتان را باز خواهید یافت، زیرا هدفتان صحیح و خدا در کنار شماست». مطابق با اظهارات برژینسکی، سیا کمک مالی به مبارزان افغان را در ژوئیه ۱۹۷۹ (تیر یا مرداد ۱۳۵۸)، شش ماه پیش از هجوم شوروی به تصویب رسانید پس با این وجود پیش از تهاجم متعهد به پشتیبانی شده بودند اما سلاح پس از ورود رسمی شوروی فرستاده شد.
جیمی کارتر، رئیس‌جمهور آمریکا معتقد بود که «تجاوز شوروی» نمی‌تواند رخدادی جداگانه در حوزه نفوذ جغرافیایی شوروی باشد چون در حقیقت یک تهدید پنهانی به نفوذ ایالات متحده در خلیج فارس است. آمریکا همچنین در مورد دسترسی شوروی به اقیانوس هند با اتخاذ ترتیبی با پاکستان نگران بود.
ایالات متحده بیشترین گرایش را به پشتیبانی از نیروهای تحت رهبری احمد شاه مسعود داشت و پشتیبانی قابل ملاحظه‌ای از وی در سیاست ریگان موسوم به «عملیات گردباد» در ارتش و نیروهای اطلاعاتی وجود داشت. پشتیبانی اصلی مسعود توسط دو تن از تحلیلگران سیاست خارجی آمریکا، میشائیل جانز و جیمز ای. فیلیپس پایه‌ریزی شد. پشتیبانی این دو سبب کسب بیشترین سهم وی از سیاست ریگان در مورد جنگ شد.
پس از لشکرکشی شوروی به افغانستان، دیکتاتور نظامی پاکستان، محمد ضیاءالحق شروع به پذیرش کمک‌های مالی از طرف قدرت‌های غربی به عنوان واسطه مستقیم در پشتیبانی از مجاهدین نمود.
به دنبال انتخاب رونالد ریگان به سمت ریاست جمهوری در سال ۱۳۶۰ (۱۹۸۱)، عمدتاً با تلاش گوست آوراکوتوس از مقامات سیا و چارلی ویلسون عضو کنگره اهل تگزاس، کمک به مجاهدین به واسطه رژیم ضیا الحق افزایش بیشتری یافت.
مأموران شبه نظامی آمریکا از واحد عملیات ویژه سیا در آموزش، تجهیز و برخی اوقات نیز فرماندهی نیروهای مجاهدین ضد ارتش شوروی، فعالیت داشتند. اگر چه در سیا در مجموع و چارلی ویلسون عضو کنگره در عمل بیشترین ریسک را پذیرفته بودند، مشوق این طرح یک مأمور جوان شبه نظامی به نام مایکل جی ویکرس بود (که ظاهراً با گروه‌های مجاهد در ارتباط بود و فعالیت آموزشی داشت). میشائیل پیلسبوری یکی از مقامات ارشد پنتاگون دست آخر در سال‌های ۱۳۶۳ تا ۶۵ (۱۹۸۵تا ۸۶) بر مقاومت دیوانسالاری آمریکا غلبه یافته ریگان را وادار به تهیه هزاران موشک استینگر برای مجاهدین نمود.
ایالات متحده، بریتانیا و عربستان سعودی تقبل بیشترین پشتیبانی‌های مالی را به عهده گرفته بودند. آمریکا ۶۰۰ میلیون دلار و دولت‌های حاشیه خلیج فارس با مقداری برابر با رقم مذکور. جمهوری خلق چین کمک تسلیحاتی با ارسال سلاح تانک تی ۵۹، کلاشنیکف مدل ۶۸، آرپی‌جی-۷ مدل ۵۹ و مصر در همکاری با سیا به نسبت به تهیه مقدار بیشتری سلاح اقدام نمود. مهم‌ترین مورد پشتیبانی‌های تسلیحاتی خارجی اعطای سیستم‌های موشک ضدهوایی استینگر اف‌آی‌ام-۹۲ آمریکایی بود که باعث افزایش قابل توجه تلفات هواپیماهای نیروی هوایی شوروی شد. ضربه مهم در این موضوع باعث تغییر تاکتیک‌های شوروی با افزایش هلی کوپتر در حد همکاری قوا، محدودیت روزهای درگیری و همچنین جت‌های نظامی وادار به افزایش ارتفاع در پرواز شده و سایر تدابیر احتمالی نیز در نظر گرفته شد.
در ماه مارس ۱۹۸۵ (اسفند ۱۳۶۳ یا فروردین ۱۳۶۴)، دولت ایالات متحده هدف دست یابی به پیروزی مجاهدین را به تصویب رساند. بعد از سال ۱۳۶۴ (۱۹۸۵) سیا و آی اس آی (سرویس اطاعاتی پاکستان) مجاهدین را ترغیب به حمله به مکان‌های نظامی دولتی می‌کردند. تحت هدایت آموزشی مدیر سیا، ویلیام کاسی، سیا آغاز به برنامه‌های آموزشی تکنیکی در تهیه خودروهای انفجاری و ترور اشخاص و هجوم به داخل خاک شوروی با عبور از مرز. آی اس آی و گروه عملیات ویژهٔ ارتش پاکستان فعالانه درگیر در منازعات و همچنین در همکاری با نیروهای ویژه ارتش آمریکا و سیا، سرویس ویژه هوایی بریتانیا به پشتیبانی از مجاهدین اقدام نموده بود.
سرقت مجموع زیادی از کمک‌های بین‌المللی باعث رشد اقتصادی پاکستان شد ولی دارای اثرات مخربی نیز در طول جنگ برای آن کشور بود. بالا کشیدن محموله کمک‌های تسلیحاتی در بندر کراچی منجر به خشونت و بی نظمی در آنجا شد، در حالی که هروئین برای پرداخت مبلغ ترانزیت اسلحه به پاکستان از افغانستان وارد می‌شد و در معضل اعتیاد شراکت داشت. در جواب کمک‌های پاکستان به شورشیان، خاد_سرویس امنیت افغانستان، تحت رهبری محمد نجیب الله (بعدها آخرین رئیس‌جمهور کمونیست افغانستان) بنا به اظهارات منتشره در اسناد میتروخین و دیگر منابع دست به انجام عملیات‌های بزرگی ضد پاکستان زد، از جمله در سال ۱۳۶۵ تا ۶۶ (۱۹۸۷)، ۱۲۷ حادثه منجر به مرگ ۲۳۴ نفر در پاکستان شد. در سال ۱۳۶۷ (۱۹۸۸)، انفجاری در یک انبار مهمات در خارج از اسلام‌آباد_پایتخت پاکستان، دست کم ۱۰۰ کشته و بیش از ۱٬۰۰۰ مجروح به جا گذاشت که در این حادثه خاد و کاگ‌ب مظنونان اصلی به‌شمار می‌رفتند.
پاکستان پذیرای میلیون‌ها پناهنده افغان، عمدتاً پشتون فراری از اشغال شوروی شده بود. با این حال این مهاجران در داخل ایالت بلوچستان، بزرگ‌ترین ایالت پاکستان تحت حکومت نظامی ژنرال رحیم الدین خان، این اعتقاد در بسیاری از مهاجران به وجود آمده بود که بزرگ‌ترین جمعیت مهاجر در جهان هستند، گسترش آن در دیگر مناطق پاکستان همگی اثرات سوی داخلی و امنیتی برای پاکستان داشت که اثرات آن تا به امروز نیز ادامه یافته است.
پاکستان در پشتیبانی از مجاهدین مستقیماً نقش عمده‌ای در عقب‌نشینی نهایی نیروهای شوروی از افغانستان ایفا کرد و مستقیماً حتی وارد فاز درگیری هوایی با نیروهای دولتی افغان و شوروی شد.

## فروردین-اردیبهشت ۱۳۶۴تا دی-بهمن ۱۳۶۵ (آوریل ۱۹۸۵_ژانویه ۱۹۸۷): استراتژی خروج
اولین قدم در شروع طرح خروج نیروهای شوروی، انتقال مسئولیت مبارزه با مجاهدین به نیروهای نظامی افغان با هدف آماده کردن آن‌ها به ادامه فعالیت بدون کمک شوروی بود. در این مدت فعالیت نظامیان شوروی محدود به پشتیبانی نیروهای مسلح افغانستان با آتش توپخانه، تأمین هوایی و کمک فنی بود. با این وجود هنوز برخی عملیات در حد وسیع توسط دسته‌های نظامی شوروی صورت می‌پذیرفت.
تحت هدایت شوروی، توان نیروهای مسلح افغانستان، به ۳۰۲٬۰۰۰ نفر نیروی رسمی در سال ۱۳۶۵ (۱۹۸۶) ارتقا یافته بود. در به حداقل رساندن احتمال بروز یک کودتا، آنان در بخش‌های مختلفی، با همکاری شوروی تقسیم شده بودند. ترکیب نیروها از قرار، وزارت دفاع ۱۳۲٬۰۰۰ نفر، وزارت داخله ۷۰٬۰۰۰ نفر و وزارت امنیت دولتی (واد_خاد سابق) ۸۰٬۰۰۰ نفر بود. به هر شکل این‌ها تنها شکل ظاهری و بر روی کاغذ بود، در واقعیت هر ارگان به با معضل ترک خدمت مواجه بود. در این میان ارتش تنها متحمل ۳۲٬۰۰۰ در سال شده بود.
تصمیم اصلی به‌کارگیری ارتش افغانستان توسط شوروی اتخاذ شد که باعث ناراحتی دولت افغانستان بود زیرا حامی اصلیشان در حال رها کردن آن‌ها بود.
در ماه مه ۱۹۸۷ (اردیبهشت یا خرداد ۱۳۶۶)، دسته‌ای از نیروهای دولتی به مواضع مجاهدین در ناحیه ارغنداب یورش برد اما مجاهدین طی مقاومت با حفظ موضعشان مهاجمان را متحمل تلفات سنگین کردند. در بهار ۱۳۶۵ (۱۹۸۶)، حمله‌ای در داخل ولایت پکتیا منجر به اشغال پایگاه مجاهدین در ناحیه زوار به بهای تلفات سنگین شد.

## دی-بهمن ۱۳۶۵تا بهمن ۱۳۶۷ (ژانویه ۱۹۸۷_فوریه ۱۹۸۹): عقب‌نشینی
ورود میخائیل گورباچف آخرین رهبر اتحاد شوروی به صحنه در اسفند ۱۳۶۳ (مارس ۱۹۸۵) و «تفکر جدید» وی در سیاست خارجی و داخلی مهم‌ترین عامل در عزم شوروی به خروج از افغانستان بود. گورباچف در تلاش جهت تغییر دوران رکود (که به سال‌های زمامداری برژنف گفته می‌شود) و اصلاحات سیاسی_اقتصادی، با دو برنامه گلاسنوست و پروسترویکا، وارد عمل شد. وی همچنین در تلاش برای کاهش تنش‌های جنگ سرد با امضای معاهده کاهش سلاح‌های هسته‌ای میان برد در سال ۱۹۸۷ با آمریکا و دستور عقب‌نشینی سربازان شوروی از افغانستان که حضورشان باعث افزایش محکومیت‌های بین‌المللی شده بود، واکنش نشان داد. رویارویی و تنش با چین که منتهی به افزایش حضور نظامی در مرز با آن کشور شده بود یکی از بزرگ‌ترین اشتباهات برژنف بود. پکن شرط عادی‌سازی روابط را به بعد از تخلیه افغانستان (و برخی مسائل دیگر) موکول کرد که در سال ۱۳۶۷ (۱۹۸۹) پس از آغاز عقب‌نشینی، سطح روابط جمهوری خلق چین و شوروی به بالاترین سطح طی ۳۰ سال پیش از آن رسید. در همان زمان گورباچف، متحدشان کوبا را برای محدودیت فعالیت و عقب‌نشینی از آنگولا تحت فشار قرار داد و همچنین بسیاری از دسته جات نظامی شوروی از مغولستان در ۱۹۸۷ و همین‌طور نیروهایی که در ویتنام پس از اشغال کامبوج، در آنجا مستقر شده بودند به مقدار زیادی در سال ۱۹۸۸ عقب کشیده شدند. تخلیه وسیع نیروها از سرزمین‌های مختلف نشان از این بود که تصمیم به ترک افغانستان ناشی از یک تغییر عمده در سیاست خارجی شوروی بود.
در مرحله آخر نیز عقب‌نشینی دسته‌های نظامی مهیا و به اجرا درآمد. فعالیت‌های تهاجمی محدود تنها انجام پشتیبانی تدافعی ضد یورش‌های مجاهدین بود.
از موارد استثنا دستور عملیاتی مبنی بر پاک‌سازی جاده بین گردز و خوست بود که علی‌رغم به دست نیامدن نتیجه‌ای با دوام، از نظر نمادین واپسین زمان حضور شوروی را همراه با پیروزی نشان داد.
نیمه ابتدایی سربازان شوروی از ۲۵ اردیبهشت تا ۲۵ مرداد ۱۳۶۷ (۱۵ می‌تا ۱۶ اوت ۱۹۸۸) و نیمه بعدی از ۲۴ آبان ۱۳۶۷ تا ۲۶ بهمن ۱۳۶۷ (۱۵ نوامبر تا ۱۵ فوریه ۱۹۸۹) از افغانستان عقب کشیده شدند. در فرمانی برای خروج ایمن قوای نظامی مذاکراتی جهت آتش‌بس با فرمانده هان محلی مجاهدین صورت گرفت که در نتیجه آن عبور به‌طور کلی در آرامش صورت گرفت، به استثنای «عملیات طوفان».
ژنرال یازوف، وزیر دفاع وقت شوروی، به سپاه چهلم دستور نقض توافق‌نامه آتش‌بس با احمد شاه مسعود که فرماندهی نیروی مسلح بزرگی را در دره پنجشیر به عهده داشت را صادر کرد. هدف اصلی این عملیات دفاع از دولت نجیب الله بود که مسعود را یک خطر به القوه پس از خروج نیروهای شوروی، می‌دانست. ژنرال گرومف، فرمانده سپاه چهلم، با وجود عدم تمایل عملیات را انجام داد. عملیات طوفان در ۳ بهمن (۲۳ ژانویه) آغاز و در طی سه روز در حداقل تلفات، شوروی مبادرت به استفاده گسترده از توپخانه دوربرد، موشک زمین به زمین و زمین به هوا کرد. بنا بر گزارش‌ها تلفات غیرنظامیان بسیار زیاد بوده است. مسعود تهدیدی برای عقب‌نشینی نیروها محسوب نمی‌شد و پس از نقص توافق حمله به دسته‌های شوروی انجام نداد. پایان عملیات حاکی از شکست نیروهای مسعود به بهای ۶۰۰ کشته و زخمی بود.
بعد از خروج شوروی، نیروهای دولتی افغانستان به تنهایی به مبارزه ادامه داده و در عین حال چند مرکز ولایت را نیز واگذار کردند و در میان آنان این اعتقاد که قدرت مقاومت طولانی در برابر مجاهدین نمی‌تواند وجود داشته باشد، گسترده شده بود اما در بهار ۱۳۶۸ (۱۹۸۹)، نیروهای دولتی شکست سختی را نیز به مجاهدین در جلال‌آباد وارد کردند که تنها نتیجه آن باقی‌ماندن جنگ در بن‌بست بود.
دولت رئیس‌جمهور کارمل، یک رژیم دست نشانده و بی‌ثبات بود. تفرقه و چند دستگی در درون حزب دموکراتیک خلق و به ویژه شاخه پرچم باعث تضعیف دولت شده و تلاش‌های دولت در جهت تثبیت شرایط بی‌نتیجه بود. مسکو می‌دید که اشتباهات وی باعث ایجاد مشکلات شده است. سال‌ها بعد، زمانی که کارمل عاجز از تثبیت دولت شده بود، میخائیل گورباچف دبیرکل حزب کمونسیت شوروی گفت: به این دلیل حیاتی که یک پارچگی ملی در آنجا (افغانستان) بعید به نظر می‌رسد، با اینحال رفیق کارمل امیدوار به ادامه حکومت با کمک ماست!
در نوامبر ۱۹۸۶، محمد نجیب الله، رئیس سابق پلیس مخفی افغانستان_خاد، به سمت ریاست جمهوری انتخاب و دولت جدید تشکیل شد. وی به اعلام سیاست آشتی ملی مبادرت نمود که در حقیقت توسط کارشناسان خبره حزب کمونیست شوروی طرح‌ریزی شده بود که بعدها نیز در دیگر مناطق جهان مورد استفاده قرار گرفت. با وجود انتظار بالایی که از این سیاست جدید و دولت نجیب الله می‌رفت هیچ‌کدام موجب محبوبیت و مقبولیت رژیم تحت پشتیبانی مسکو نشد و شورشیان را متقاعد به انجام مذاکره با دولت حاکم نکرد.
انجام مذاکرات غیررسمی برای عقب‌نشینی شوروی از افغانستان از سال ۱۹۸۲ (۱۳۶۰_۱۳۶۱) شروع شد. در تاریخ ۱۵ آوریل سال ۱۹۸۸ (۱۳۶۷/۰۱/۲۶)، دولت‌های افغانستان و پاکستان با ایالات متحده و اتحاد شوروی موافقت نامه‌ای در ژنو سوییس برای خروج را مورد موافقت قرار دادند. سازمان ملل نیز انجام عملیات ویژه‌ای در همکاری و نظارت بر عقب‌نشینی نیروهای شوروی را تصویب کرد. از آن سو نجیب الله به تحکیم موقعیت سیاسی اش در تطبیق با خروج شوروی پرداخت. در ۲۹ تیر ۱۳۶۶ (۲۰ ژوئیه ۱۹۸۷)، خروج اولین گروه‌های از کشور اعلام شد. برنامه‌ریزی عقب‌نشینی نیروها شوروی توسط ژنرال بوریس گرومف فرمانده سپاه چهلم طراحی شد.
از جمله موارد توافقات ژنو عدم مداخله آمریکا و شوروی در امور داخلی افغانستان و پاکستان و تعیین برنامه زمانی خروج بود. موافقت نامه مذکور تا تاریخ ۲۶ بهمن ۱۳۶۷ (۱۵ فوریه ۱۹۸۹)که آخرین گروه از افغانستان خارج شد، حفظ گردید.

## مهاجران
همچنین بخوانید:مهاجران افغان در ایران
حدود ۳٬۳ میلیون نفر مهاجر افغان در سال ۱۹۸۸ در پاکستان حضور داشتند که از این تعداد ۱۰۰٬۰۰۰ نفر در شهر پیشاور و هم‌زمان ۲ میلیون نفر دیگر در دیگر قسمت‌های مناطق خیبر پشتون خوآ
و سایر موارد نیز عموماً در ایالت بلوچستان ساکن بودند. در همان زمان نزدیک به ۲ میلیون نفر نیز در ایران بودند. چندین هزار تن اکثراً هندو و سیک‌های افغان در هند ساکن شده بودند که پیش از زمان مقرر شده تبعه هند شدند.
تعدادی نیز به آمریکای شمالی، اروپا، استرالیا و دیگر قسمت‌های دنیا رفته بودند.
تصویر شربت گله، دختر مهاجر افغان در اردوگاهی در پاکستان که بر روی مجله نشنال جئوگرافیک در سال ۱۹۸۵ قرار گرفت به عنوان سمبل وضعیت مهاجران در سرتاسر جهان شد.

## نتایج جنگ
گسترش فقر و تشدید جنگ‌های داخلی از تأثیرات این جنگ بود

## جنگ داخلی

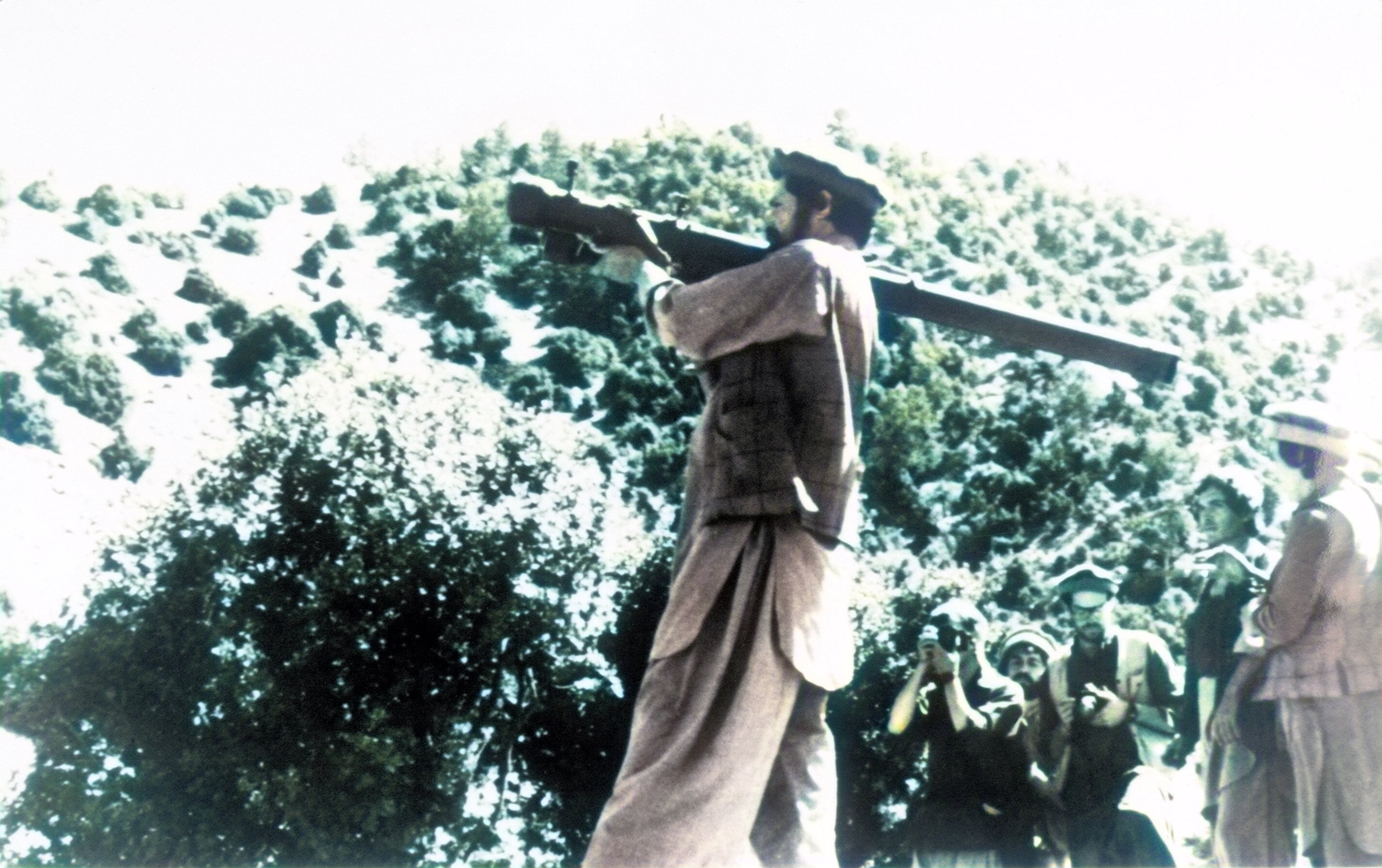
یک مجاهد افغان با موشک انداز زمین به هوای روسی

درگیری‌های داخلی در افغانستان پس از خروج نیروهای شوروی ادامه پیدا کرد. شوروی با آگاهی از ترسی که بین مقامات کابل بدین دلیل بروز کرده بود در زمستان سال ۱۹۸۹ خاک این کشور را ترک کرد. حملات مجاهدین افغان به‌طور ثابت به شهرها و روستاها و در نهایت کابل وجود داشت.
رژیم نجیب الله با وجودی که در به دست آوردن پشتیبانی داخلی و به رسمیت شناختن بین‌المللی شکست خورده بود تا سال ۱۳۷۱ (۱۹۹۲) مقاومت کرد اما به تدریج با تضعیف ارتش به ویژه دلیل فرار سربازان و افسران وارد مرحله جدید می‌شد که پیش از آن در دوران حضور شوروی سابقه نداشت و کابل با یک بن‌بست در ناکار آمدی سیاست و نظامی به رهبری نجیب الله می‌رسید، همچنین در طی این سه سال پس از عقب‌نشینی، چند دستگی و اختلاف در داخل دولت و پیوستگی با مخالفان خود مزید بر علت شده و رو به افزایش بود.
طبق نظر آندره کارلف ناشر روس، مشکل اصلی در شکست نجیب الله، خودداری حکومت جدید روسیه از نرساندن محصولات نفتی در سال ۱۳۷۱ (۱۹۹۲) به دلایل سیاسی (عدم تمایل دولت یلتسین به پشتیبانی از کمونیست‌های سابق الحمایه)، مؤثرترین مانع در سقوط دولت وقت کابل بود. از سوی دیگر اعلام وفاداری ژنرال عبد الرشید دوستم و نیروی ازبک تحت فرمانش در اسفند ۱۳۷۰ (مارس ۱۹۹۲) به نفع مجاهدین، سقوط نجیب الله را شدت بخشید و ضربه نهایی را وارد ساخت و سرانجام در فروردین ۱۳۷۱، نجیب الله و دولت کمونیست شکست خورده و حاکمیت به گروه‌های مجاهدین واگذار شد.
محصولات اصلی کشاورزی به یک میانگین ۳٫۵ درصدی در سال‌های ۱۳۵۷ تا ۱۳۶۹ (۱۹۷۸ و ۱۹۹۰) تنزل کرده بود که تماماً ناشی از تحمل درگیری‌ها، بی‌ثباتی در نواحی روستایی، خشکسالی‌های طولانی و رو به زوال رفتن زیر بناها بود، از سوی دیگر تلاش شوروی در متوقف کردن تولیدات کشاورزی در نواحی تحت سلطه شورشیان، در این افول سهیم بود. در طول عقب‌نشینی نیروهای شوروی، میدان‌ها گاز طبیعی افغانستان عاملی در ممانعت از خرابکاری بودند، با این حال استقرار مجدد تولید و صادرات گاز به دلیل وجود منازعات داخلی و قطع داد و ستد این محصول به جهت فروپاشی شوروی، از سر گرفته نشد.

## واکنش بین‌المللی
جیمی کارتر، رئیس‌جمهورایالات متحده اظهار داشت که تهاجم شوروی به افغانستان بیشترین تهدید را پس از جنگ جهانی دوم برای صلح داراست. کارتر به وضع ممنوعیت بازرگانی ضد شوروی در حمل کالاهایی از قبیل غله و سلاح قائل شد. افزایش تیرگی روابط به راحتی از نگرانی غرب در خصوص حضور ده‌ها هزار نظامی شوروی در نزدیکی مناطق نفت خیز خلیج فارس به دوره تنش زدایی خاتمه داد.
رفتار دیپلماتیک بین‌المللی نیز سنگین بود، حوزه تحت رهبری آمریکا در جهانالمپیک تابستانی ۱۹۸۰ مسکو (۱۳۵۹) را تحریم کرد. در مجموع بیش از ۶۰ کشور، از جمله ایران، المپیک را مورد تحریم قرار دادند. (البته خود افغانستان جز شرکت‌کننده‌ها بود). اشغال افغانستان به همراه رویدادهای دیگر از قبیل انقلاب ایران و بحران گروگان‌گیری سفارت آمریکا در تهران در ۱۹۷۹ و به دنبال آن آغاز جنگ ایران و عراق در ۱۹۸۰ (۱۳۵۹)، حمله اسرائیل به لبنان در ۱۹۸۲ (۱۳۶۱) و بالا گرفتن تنش‌های میان هند و پاکستان، منطقه خاورمیانه را به شدت آشفته و در شرایط غیرعادی قرار داده بود. جنبش عدم تعهد میان دولت‌هایی که تهاجم شوروی را اقدامی قانونی (به دلیل وجود معاهدات و توافقات سابق) و دولت‌هایی که استقراری غیرقانونی قلمداد می‌کردند تقسیم شده بود. در میان کشورهای عضو پیمان ورشو به رهبری شوروی، تهاجم توسط رومانی محکوم شد. (پیش از آن نیز در سال ۱۹۶۸ (۱۳۴۷) در پی اشغال چکسلواکی توسط شوروی، به دلیل اتخاذ سیاست خارجی مستقلی از جانب رومانی در عدم همسویی کامل با مسکو، این اقدام نیز محکوم گردیده بود). هند از جمله کشورهایی بود که به پشتیبانی از شوروی و دولت افغانستان می‌پرداخت که می‌تواند به دلیل روابط گسترده با شوروی و مخاصمه با پاکستان که یک طرف درگیر در جنگ و حامی شورشیان قرار گرفته بود، باشد.

## ویرانی در افغانستان
کپلان، کارشناس برجسته سوئدی تخمین می‌زند که ۱ تا ۲ میلیون افغان در اثر جنگ جان خود را از دست داده‌اند. نزدیک به ۵ الی ۱۰ میلیون نفر به ایران و پاکستان گریخته که برابر یک سوم جمعیت کشور پیش از آغاز جنگ بود. به غیر آن حدود ۲ میلیون نفر در داخل کشور آواره شده بودند. در دهه ۸۰ میلادی و با آغاز درگیری‌ها در افغانستان، نیمی از کل مهاجران دنیا را افغانها تشکیل می‌دادند.
فیلیکس ارامکورا، گزارشگر ویژه سازمان ملل در افغانستان می‌گوید در درگیری‌های سنگین در مناطق مختلف به قیمت جان ۳۵٬۰۰۰ نفر در سال ۱۹۸۵ (۱۳۶۴)، ۱۵٬۰۰۰ نفر در سال ۱۹۸۶ (۱۳۶۵) و در حدود ۱۴٬۰۰۰ نفر در سال ۱۹۸۷ (۱۳۶۶) تمام شد. وی همچنین اضافه می‌کند که حملات راکتی نیروهای ضد دولتی به مناطق مسکونی سبب مرگ بیش از ۴٬۰۰۰ غیرنظامی‌شد.
همراه با تلفات ۱٬۲ میلیون ناتوان اعم از مجاهدین افغان، نیروهای دولتی و غیرنظامیان و در کل ۳ میلیون مجروح و معلول با اکثریت غیرنظامی.
کپلان می‌افزاید، سیستم آبیاری کشاورزی به واسطه بمباران و شلیک توپ‌های شوروی و نیروهای دولتی نابود گردید. در ۱۹۸۵ (۱۳۶۳–۶۴)، بدترین سال جنگ، بیش از نیمی از کشاورزان باقی‌مانده در کشور زمین‌های آسیب دیده از بمباران داشته و بیش از یک چهارم از آنان با نابودی سیستم آبیاری مواجه شده و احشامشان هدف اصابت گلوله و ترکش‌های گروه‌های فوق قرار گرفته بود. آسیب برنامه‌ریزی شده‌ای که به ۲ درصد پهنه جنگلی افغانستان به ویژه از ریشه خارج کردن درختان پسته وحشی برای صدور و استفاده از ریشه آن‌ها برای مسائل درمانی و کشت تریاک، باعث خسارات وسیع بوم شناسانه و تخریب زمینی و محیطی شد.
جمعیت دومین شهر بزرگ افغانستان، قندهار از ۲۰۰٬۰۰۰ نفر جمعیت پیش از آغاز جنگ به حدود ۲۵٬۰۰۰ نفر طی مدت کوتاهی به دلیل رشته عملیات بمباران گسترده و تخریب توسط شوروی و سربازان دولتی در سال ۱۹۸۷ (۱۳۶۶)، رسید. مین، عامل مرگ ۲۵٬۰۰۰ تن بود. در طول جنگ ۱۰_۱۵ میلیون مین در سراسر کشور عموماً بدست شوروی و نیروهای دولتی، پراکنده شد. کمیته بین‌المللی صلیب سرخ در سال ۱۹۹۴ تخمین زد که ۴٬۳۰۰ سال برای پاکسازی مین‌های به جا مانده از جنگ زمان لازم است."
قسمت اعظمی از خسارات مین متوجه کودکان شد. بر اساس گزارشی در سال ۲۰۰۵، تخمین زده می‌شود که ۳٫۴ درصد جمعیت افغانستان به دلیل تبعات مین‌های به جای مانده از جنگ دچار معلولیت شده‌اند. در شهر کویته پاکستان، مرکز ایالت بلوچستان در نزدیکی مرز افغانستان، بررسی که از زنان و کودکان مهاجر که پس از عقب‌نشینی شوروی به عمل آمد نشان داد که نام ۸۰ درصد کودکان ثبت نشده و میزان مرگ و میر کودکان به میزان ۳۱ درصد است که از کودکان زنده نیز، ۶۷ درصد دچار سو تغذیه در کل عمر خود بودند.
تحلیلگران در تحلیل تأثیر عملکرد شوروی و نیروهای دولتی افغان در فرهنگ افغانستان به تشریح سه موضوع می‌پردازند: ابتدا، مرکزیت اصلی فرهنگ افغان‌ها یعنی اسلام، از یک سو. دوم، اهمیت یافتن الگوی زندگی شوروی به ویژه در میان جوان و سوم، سهم شاخصه‌های اصلی و مهم فرهنگ افغانستان از جمله زبان، آداب، موضوعات فرهنگی و غیره با تأکید بر قومیت که حاصل پراکندگی در کشور به جهت تنوع گروه‌های قومی با زبان و فرهنگی غیر واحد در عموم مردم، نابود شده بود.
توافقات ژنو ۱۹۸۸ (۱۳۶۷) که منتهی به خروج شوروی از افغانستان در اوایل سال ۱۳۶۷ (۱۹۸۹) شد، دولت افغانستان را در شرایط دشواری تنها گذاشت. فرض در میان سیاستمداران غربی سقوط قریب‌الوقوع دولت تحت‌الحمایه شوروی در کابل بود. با این وجود دولت برای سه سال پس از خروج کامل، تا سال ۱۳۷۱ در سر کار بود. در طول این دوره دولت موقت اسلامی افغانستان در تبعید، در پاکستان تأسیس شده بود. حذف گروه‌های عمده مبارز از قبیل مهاجران و شیعه‌ها در اثر اختلافات درونی میان گروه‌های مجاهد بدین معنی بود که دولت موقت اسلامی در تحقق وظیفه یک دولت در فراگیری اکثریت گروه ناکام بود.
پیش از جنگ، افغانستان یکی از کشورهای فقیر دنیا بود. امتداد و استمرار منازعات منجز حضور در جمع کشورهای با کمترین توسعه در دنیا و قرارگیری این کشور در رده ۱۷۰ از ۱۷۴ کشور حاضر در برنامه عمران ملل متحدشد.
با عقب‌نشینی شوروی، فعالیت‌های آمریکا در زمینه افغانستان تا حد زیادی در بسیاری موارد متوقف شد. ایالات متحده تصمیمی به همکاری در بازسازی کشور نداشت و به عوض آن افغان‌ها هم عملاً منافع و مصلحت کشورشان در اختیار متحدان آمریکا اصلی آمریکا در موضوع افغانستان، پاکستان و عربستان سعودی قرار گرفت که پاکستان به سرعت به برقراری ارتباط قوی تر و تقویت جنگ سالاران به ویژه بعدها طالبان پرداخت.
ستوان ترلان عیوضف از نظامیان حاضر در جنگ اظهار داشته که: آینده کودکان افغان با جنگ گره خورده است. وی می‌افزاید: کودکان متولد در آغاز جنگ که رشدشان در وضعیت جنگ شکل گرفته، جنگ مسیر زندگیشان است. نظریه عیوضف بعدها با قدرت‌گیری طالبان که از جمع کودکان یتیم یا مهاجر سابق که به دلیل بروز جنگ ناچار به گریز از دیار خود شده بودند و در پاکستان مستقر گردیده بودند، تأیید شد. طالبان جوان به سرعت برخاسته و در سال ۱۳۷۵ (۱۹۹۶) قدرت را که در افغانستان به دلیل جنگ داخلی و وحشیگری و قدرت طلبی برخی جنگ سالاران به شدت آشفته گردیده و پس از عقب‌نشینی شوروی و به ویژه بعد از تشکیل دولت مجاهدین به همان دلایل دچار بی قانونی و بی‌ضابطگی شده بود را، به دست گرفتند.
کتاب حقیقت دنیا چاپ سیا، گزار می‌دهد که در سال ۲۰۰۴ (۱۵ سال پس از خروج نیروهای شوروی) هنوز ۸ میلیارد دلار بدهی، اکثراً به روسیه بدهکار است. با این حال دولت روسیه در سال ۲۰۰۷ بسیاری از بدهی‌های مذکور را بخشید.

## توان پرسنل و تلفات شوروی
از تاریخ ورود ارتش سرخ در دی ۱۳۵۸تا خروجش در بهمن ۱۳۶۷، چیزی حدود ۶۲۰٬۰۰۰ نفر عمدتاً سرباز وظیفه در افغانستان خدمت کردند با این حال در زمان واحد تنها ۸۰٬۰۰۰ تا ۱۰۴٬۰۰۰ سرباز در آنجا حضور داشت. نیروها به تعداد: ۵۲۵٬۰۰۰ نفراز ارتش، ۹۰٬۰۰۰ نفر از دسته‌های مرزی و زیر مجموعه‌های وابسته به کاگ‌ب و ۵٬۰۰۰ نفر از نیروهای وزارت کشور شوروی و نیروهای پلیس بودند.
در مجموع تلفات پرسنل نیروهای مسلح، مرزی و امنیت داخلی شوروی به ۱۴٬۴۵۳ تن رسید، به ترتیب ارتش و یگان‌های وابسته ۱۳٬۸۳۳ نفر، کاگ‌ب و یگان‌های وابسته ۵۷۲ نفر، وزارت کشور ۲۸ نفر و دیگر وزارات و دوایر دولتی ۲۰ نفر. در طی این دوره ۴۱۷ تعمیرکار مشغول در جنگ مفقود شدند، کشته یا اسیر شدند. ۱۱۹ تن بعدها آزاد شدند که ۹۷ نفر به شوروی بازگشته و ۲۲ نفر به سایر کشورها رفتند. سایرین در جریان اسارت به قتل رسیده بودند.
از دسته‌های مستقر، ۵۳٬۷۵۳ نفر یعنی ۱۱٫۴۴ درصد دچار مجروحیت و ۴۱۵٬۹۳۲ تن به عبارت ۸۸٫۵۶ درصد مبتلا به بیماری شدند. درصد بالایی از مجروحیت‌ها منجر به نقص عضو بود. به دلیل شرایط آب و هوایی و وضعیت بهداشتی ضعیف، عفونت‌های حاد و سرایت بیماری به شدت شایع شده بود. ۱۵۵٬۳۰۸ مورد مبتلا به هپاتیت مسری، ۳۱٬۰۸۰ نفر مبتلا به تب تیفوئید و ۱۴۰٬۶۶۵ تن مبتلا به سایر امراض شده بودند. از ۱۱٬۶۵۴ نفری که به دلیل مجروحیت، نقص عضو و بیماری از ادامه خدمت معاف شدند، ۱۰٬۷۵۱ نفر برابر ۹۲ درصد دچار ناتوانی جسمی شده بودند.
تلفات مادی به از قرار:
۴۵۱ هواپیما شامل ۳۳۳ فروند هلیکوپتر
۱۴۵ دستگاه تانک
۱٬۳۱۴ دستگاه نفربر و خودرو جنگنده زرهی ۴۳۳ قبضه توپخانه و خمپاره‌انداز
۱۱٬۳۶۹ تانکر حمل بار و سوخت.

## ادعاهای پس از فروپاشی شوروی
از جمله عواملی که برای فروپاشی اتحاد جماهیر شوروی عنوان می‌شود، جنگ طولانی مدت و در عمل گرفتاری ۹ ساله در افغانستان است. جنگ افغانستان صرف نظر از موضع‌گیری‌های منفی بین‌المللی سبب تحمیل هزینه‌های هنگفت به ویژه در مسائل نظامی گردید که باعث ضعف بیش از پیش اقتصاد شوروی، گسترش نظرات منفی در داخل شوروی به دلیل ادامه جنگ و تلفات جانی، اعمال تحریم‌های بین‌المللی و دیگر موارد شد و فروپاشی آن کشور را تسریع بخشید.

## موضع فدراسیون روسیه دربارهٔ جنگ
در ۲۵ دسامبر ۲۰۰۹ (۴ دی ۱۳۸۸)، در سی امین سالگرد ورود ارتش سرخ به افغانستان، دومای روسیه (پارلمان فدراسیون روسیه) از کهنه سربازان شرکت‌کننده در جنگ تجلیل کرد. همچنین جناح اقلیت دوما از جنگ در افغانستان در سالگردش دفاع و به تمجید سربازان درگیر در نبرد پرداخت. در این میان در بین نظرات مختلفی که در مورد جنگ ابراز شد، عنوان گردید که: «نمی‌باید احترام مردم روسیه به سربازانی که با صداقت در انجام وظیفه به نبرد بر ضد تروریسم بین‌المللی و افراط گرایی دینی پرداختند، فرسوده گردد». عضو دوما، سیمون باگداسارف می‌گوید که روسیه خواسته نیروهای ائتلاف ایساف به رهبری آمریکا در جنگ بر ضد طالبان در سال ۲۰۰۱ (۱۳۸۰) مبنی بر کمک به آنان را رد کرده است، همچنین عنوان می‌دارد که برقراری ارتباطی با «نیروهای ضد غربی» (طالبان) در مورد به دست‌گیری مجدد قدرت وجود داشته است.

## موضع ایران دربارهٔ جنگ
حکومت پهلوی که دارای روابط نزدیک با افغانستان بود در ابتدا با اکراه نسبت به شناسایی دولت دموکراتیک اقدام نمود.
پس از انقلاب اسلامی در ایران حکومت جدید از بدو امر با حکومت افغانستان مخالفت کرده و تا سقوط نجیب الله در سال ۱۳۷۱ (۱۹۹۲) هیچ‌یک از دولت‌های مذکور را به رسمیت نشناخت.
بنا به گفتهٔ یوآنی استروونکو مترجم سفارت شوروی در تهران در زمان اشغال افغانستان، سفیر شوروی ضمن دیدار با آیت الله خمینی در قم که جهت اطلاع ایران از ورود شوروی به افغانستان و ذکر دلایل توجیهی بود، وی ضمن مخالفت صریح با این اقدام شوروی نسبت به عواقب حتمی این موضوع هشدار داده بود.
وی در مورد این دیدار گفته بود:
آن روزی که سفیر شوروی آمد پیش من، گفت که دولت افغانستان خواسته است که شوروی، نظامی به آنجا بفرستد، به او گفتم که این اشتباهی است که شوروی می‌کند، البته دولت شوروی می‌تواند افغانستان را قبضه کند، ولی نمی‌تواند در آنجا مستقر شود، اگر شما خیال کرده‌اید بتوانید افغانستان را بگیرید و آن را آرام کنید، این خیال باطل است. ملت افغانستان مسلم است، ایستاده‌اند در مقابل حکومت افغانستان، شما هم اگر بروید و هر قدرت دیگر هم برود، آنجا را می‌گیرد اما نمی‌تواند آن‌ها را آرام کند و بالاخره شکست می‌خورد.
ایران اولین کشوری بود که تهاجم به افغانستان را محکوم نمود.
پس از آغاز درگیری‌های داخلی و ورود ارتش شوروی، ایران که خود مشغول به درگیری‌های داخلی و مرزی با گروه‌های مخالف و جنگ با عراق بود، به پشتیبانی مجاهدین افغان پرداخته و حتی در داخل خاک افغانستان به تأسیس مقررهای آموزشی با کمک سپاه پاسداران انقلاب اسلامی توسط علی تجلایی کرده بود، که این پشتیبانی‌ها منجر به تأثیر شدید بر روابط ایران و شوروی شده بود.
بنا به گفته علی اکبر ولایتی، وزیر امور خارجه وقت ایران در یک برنامه تلویزیونی در ایران، روابط نظامی و فروش تسلیحات مورد نیاز جنگ که به دلیل بروز اختلافات و جاسوسی در نیروهای مسلح ایران از طرف شوروی، متوقف شده بود، با پیشنهاد قطع پشتیبانی از گروه‌های مجاهدین از سر گرفته می‌شد که مورد پذیرش ایران قرار نگرفت.
در آن زمان نزدیک به بیش از دو میلیون آواره افغان در ایران سکونت داشته و هشت حزب جهادی از شیعیان افغان در ایران تشکیل شده بود. ایران در تمام سال‌های اشغال افغانستان توسط شوروی به پشتیبانی سیاسی - نظامی از مجاهدین ادامه داد. در تلاش‌های سیاسی برای ایجاد اتحاد میان گروه‌های جهادی کوچک و احزاب افغانی، در سال ۱۳۵۸ به دعوت ایران «جبهه متحد انقلاب اسلامی افغانستان» متشکل از هشت گروه به شرح ذیل: «سازمان نصر»، «حرکت اسلامی»، «نیروی اسلامی»، «نهضت اسلامی»، «اتحادیه علما» و «نهضت روحانیت و جوان» تأسیس گردید. گرچه این ائتلاف به دلیل اختلاف میان گروه‌های افغان دوام چندانی نداشت اما در سال‌های بعد در بهار ۱۳۶۶ «شورای ائتلاف هشتگانه» تأسیس شد که دوام بیشتری داشت. در نهایت پس از برگزاری چند کنفرانس مختلف در بامیان و مذاکره با دولت ایران «حزب وحدت اسلامی افغانستان» در سال ۱۳۶۸ توانست تقریباً تمامی احزاب هزاره را به خود جذب کند.
در المپیک ۱۹۸۰ مسکو که در اعتراض به اشغال افغانستان از طرف بیش از ۶۰ کشور تحریم شده بود، ایران نیز جز تحریم کنندگان بود.
همچنین ایران اولین کشوری بود که دولت اسلامی افغانستان را به رسمیت شناخت.